# Annerose Münch
Annerose Münch (* 21. März 1939 in Weinheim an der Bergstraße) ist eine deutsche ehemalige Florettfechterin.

## Leben
Münch wurde Mitglied des örtlichen Sportvereins TSG Weinheim von 1862, in dessen Fechtabteilung sie wirkte. Ihr Trainer war der Ungar Pal Irànyi.
Sie wurde in die deutsche Fechtnationalmannschaft berufen und nahm an den Olympischen Spielen 1964 in Tokio teil. Hier erreichte die deutsche Olympiamannschaft im Dameneinzelflorett in der Besetzung Gudrun Theuerkauff, Rosemarie Scherberger, Helga Mees und Annerose Münch, die allerdings nicht eingesetzt wurde, den dritten Platz und gewann damit eine Bronzemedaille.
Münch erhielt gemeinsam mit der Damenflorettfechtmannschaft am 11. Dezember 1964 das Silberne Lorbeerblatt. 1968 wurde sie mit der Mannschaft des TSV Weinheim deutsche Mannschaftsmeisterin im Florettfechten, 1976 wurde sie deutsche Meisterin der Senioren.